# Prieska
Prieska este un oraș din Provincia Northern Cape, Africa de Sud.